# YES-YES-YES (オフコースのアルバム)
『YES-YES-YES』（イエス イエス イエス）は、1983年11月3日に発売されたオフコース通算3作目のベスト・アルバム。

## 解説
「僕の贈りもの」から「YES-YES-YES」までのシングルA面曲コレクション・アルバム。既に1982年12月31日をもって東芝EMIとの契約は満了となっていたため、オフコースのメンバーはこのアルバムの企画には関わっていない。
1982年9月にアルバム『NEXT SOUND TRACK』リリース以来、沈黙していたオフコースは、まだ活動再開の目途が立っていなかった。そんな中で本作のリリースが決まり、東芝EMIと新たな所属レコード会社ファンハウス両社の社長同士の会合が持たれた。その席に小田和正も同席し、小田は「権利はあるんだ。原盤権を持っているんだから。でも俺らとしては、これからせっかく新しいことをやっていくんだから、“軌道に乗るまで待ってくれ”って言ったんだ。そしたら、ベストに関しても、その企画自体に協力するからって。出す根拠が俺らを叩きたいから出すのか、すぐ売り上げが欲しいから出すのかは、その辺もわからないんだ。長い目で見て、東芝から出るものに関しても、こちらがプロモーションに協力して、長く売っていければいいだろうって、俺としてはそう思ったわけだよ」という。しかし交渉は決裂、頭にきた小田の「勝手にしろ!」との捨て台詞がアーティストの許可と受け取られ、このアルバムはリリースされた。その後東芝EMIからは、アーティスト非監修のベスト・アルバムが乱発されることになる。
シングル・コレクションとなってはいるが、A-5「愛を止めないで」はベスト・アルバム『SELECTION 1978-81』収録のリミックス・ヴァージョン。B-1「Yes-No」もアルバム『We are』収録のアルバム・ヴァージョンにフリューゲルホルンのイントロを追加した『SELECTION 1978-81』のヴァージョン。B-3「I LOVE YOU」はアルバム『I LOVE YOU』収録のアルバム・ヴァージョンからイントロをカットしたエディット・ヴァージョン。B-5「YES-YES-YES」も『I LOVE YOU』のアルバム・ミックス。A-3「秋の気配」はシングルおよびアルバム『JUNKTION』収録と同一ではあるが、イントロとアウトロのストリングスが大きくミックスされていて、ベスト・アルバム『SELECTION 1973-78』収録のリミックス・バージョンとも異なる別ミックスで、それぞれ収録。また、アナログ盤の収録時間の制約上、A-4,6,7 B-4,5以外はすべて早めのフェードアウト、あるいはカットアウトになっていて、曲間のブランクがほとんどない。
アルバムの表裏両面のジャケットおよびレコード袋にはオフコース自身の脚本・演出・監督・主演によるスペシャル番組『NEXT』撮影時の写真が使われたほか、「YES-YES-YES」のジャケット用にフリーダムスタジオ内の階段で行われた、田村仁撮影によるフォト・セッションでの未使用カットがピンナップとして同封されていた。

## 収録曲

### SIDE A
1. 僕の贈りもの  –  (3'24")
  - 作詞 · 作曲：小田和正
  - 「僕の贈りもの ⁄ めぐり逢う今」 ETP-10233 ¥600 1973.2.20
2. 眠れぬ夜  –  (3'05")
  - 作詞 · 作曲：小田和正
  - 「眠れぬ夜 ⁄ 昨日への手紙」 ETP-10301 ¥600 1975.12.20
3. 秋の気配  –  (3'49")
  - 作詞 · 作曲 · ストリングス編曲：小田和正
  - 「秋の気配 ⁄ 恋人よそのままで」 ETP-10270 ¥600 1977.8.5
4. やさしさにさようなら  –  (3'57")
  - 作詞 · 作曲 · ストリングス編曲：小田和正
  - 「やさしさにさようなら ⁄ 通り過ぎた夜」 ETP-10400 ¥600 1978.4.5
5. 愛を止めないで  –  (3'39")
  - 作詞 · 作曲：小田和正
  - 「愛を止めないで ⁄ 美しい思い出に」 ETP-10524 ¥600 1979.1.20
6. さよなら  –  (4'58")
  - 作詞 · 作曲：小田和正
  - 「さよなら ⁄ 汐風のなかで」 ETP-10655 ¥600 1979.12.1
7. 生まれ来る子供たちのために  –  (4'53")
  - 作詞 · 作曲：小田和正
  - 「生まれ来る子供たちのために ⁄ この海に誓って」 ETP-10707 ¥600 1980.3.5

### SIDE B
1. Yes-No  –  (4'55")
  - 作詞 · 作曲：小田和正、フリューゲルホルン：富樫要
  - 「Yes-No ⁄ 愛の終わる時」 ETP-17003 ¥700 1980.6.21
2. 時に愛は  –  (5'33")
  - 作詞 · 作曲：小田和正
  - 「時に愛は ⁄ 僕等の時代」 ETP-17100 ¥700 1980.12.1
3. I LOVE YOU  –  (4'40")
  - 作詞 · 作曲：小田和正
  - 「I LOVE YOU ⁄ 夜はふたりで」 ETP-17169 ¥700 1981.6.21
4. 言葉にできない  –  (6'22)
  - 作詞 · 作曲 · ストリングス編曲：小田和正
  - 「言葉にできない ⁄ 君におくる歌」 ETP-17280 ¥700 1982.2.1
5. YES-YES-YES  –  (3'50")
  - 作詞 · 作曲：小田和正
  - 「YES-YES-YES ⁄ メインストリートをつっ走れ」 ETP-17362 ¥700 1982.6.10

## クレジット
| Produced & Arranged by OFF COURSE |
| KAZUMASA ODA                      |
| YASUHIRO SUZUKI                   |
| HITOSHI SHIMIZU                   |
| KAZUHIKO MATSUO                   |
| HITOSE “Jiro” OMA                 |

### スタッフ
- Executive Producer : TOSHIFUMI MUTOH
- Recording & Mixing Engineer : KENICHI KOSUGE, KENJI MURATA, RYOJI HACHIYA, SHIROH KIMURA, BILL SCHNEE
- Graphic Concept, Design : HIROYUKI FUKUSATO
- Design : MIKA ITO
- Photography : JIN“TAMJIN”TAMURA, KENJI HATA

## リリース履歴
| # | 発売日        | リリース               | 規格 | 品番      | 備考                                                                                     |
| - | ------------- | ---------------------- | ---- | --------- | ---------------------------------------------------------------------------------------- |
| 1 | 1983年11月3日 | エキスプレス ⁄ 東芝EMI | LP   | ETP-90257 | ポスター封入。帯の代わりにステッカーが貼られる。レーベルがアルバム独自のデザインになる。 |
| 1 | 1983年11月3日 | エキスプレス ⁄ 東芝EMI | CT   | ZT28-1381 | カセット同時発売。                                                                       |
| 2 | 1984年2月20日 | エキスプレス ⁄ 東芝EMI | CD   | CA35-1063 | 初CD化。                                                                                 |
| 3 | 1985年9月28日 | エキスプレス ⁄ 東芝EMI | CD   | CA32-1169 | 品番および価格改定。                                                                     |